# 8995 Rachelstevenson
8995 Rachelstevenson eller 1981 EB9 är en asteroid i huvudbältet som upptäcktes den 1 mars 1981 av den amerikanska astronomen Schelte J. Bus vid Siding Spring-observatoriet. Den är uppkallad efter Rachel Stevenson.
Den tillhör asteroidgruppen Eunomia.